# Китайские славки
Китайские славки или пекинские камышовки (лат. Rhopophilus) — род птиц семейства суторовых отряда воробьинообразных. В состав рода включают два вида, встречающихся в северном Китае и северной Корее:
| Изображение | Русское название    | Научное названиe              | Распространение                              |
| ----------- | ------------------- | ----------------------------- | -------------------------------------------- |
|             | Пекинская камышовка | Rhopophilus pekinensis        | Северо-запад Китая и Северная Корея.         |
|             |                     | Rhopophilus albosuperciliaris | Таримская и Лоб-Норские котловины, Синьцзян. |

Ранее R. pekinensis и R. albosuperciliaris считались членами семейства цистиколовых  (Cisticolidae). Однако исследования ДНК показали, что они принадлежат к группе мелких воробьинообразных, состоящей из сутор (Conostoma и ныне разделенного рода Paradoxornis), американской тимелии, а также несколько родов, ранее также считавшихся  тимелиями (Fulvetta, Lioparus, Chrysomma, Moupinia и Myzornis).  Согласно последним исследованиям эта группа, в свою очередь, наиболее тесно связана с cлавковыми в составе Sylviidae. Однако две группы разошлись примерно 19 миллионов лет назад, поэтому влиятельный Международный орнитологический конгресс (МОК) теперь выделяет их в собственное семейство, Paradoxornithidae.